# Orasema
Orasema is een geslacht van vliesvleugeligen uit de familie Eucharitidae. De wetenschappelijke naam van dit geslacht is voor het eerst geldig gepubliceerd in 1884 door Cameron.

## Soorten
Het geslacht Orasema omvat de volgende soorten:
- Orasema aenea Gahan, 1940
- Orasema argentina Gemignani, 1933
- Orasema assectator Kerrich, 1963
- Orasema aureoviridis Gahan, 1940
- Orasema bakeri Gahan, 1940
- Orasema beameri Gahan, 1940
- Orasema bouceki Heraty, 1994
- Orasema brasiliensis (Brèthes, 1927)
- Orasema cameroni Howard, 1897
- Orasema cockerelli Gahan, 1940
- Orasema coloradensis Wheeler, 1907
- Orasema communis Risbec, 1952
- Orasema costaricensis Wheeler & Wheeler, 1937
- Orasema delhiensis Narendran & Girish Kumar, 2005
- Orasema delicatula (Walker, 1862)
- Orasema deltae Gemignani, 1937
- Orasema festiva (Fabricius, 1804)
- Orasema fraudulenta (Reichensperger, 1913)
- Orasema freychei (Gemignani, 1933)
- Orasema gemignanii De Santis, 1967
- Orasema glabra Heraty, 1994
- Orasema initiator Kerrich, 1963
- Orasema ishii Heraty, 1994
- Orasema koghisiana Heraty, 1994
- Orasema minuta Ashmead, 1888
- Orasema minutissima Howard, 1894
- Orasema monomoria Heraty, 2000
- Orasema neomexicana Gahan, 1940
- Orasema nigra Heraty, 1994
- Orasema nirupama Girish Kumar & Narendran, 2007
- Orasema occidentalis Ashmead, 1892
- Orasema pireta Heraty, 1993
- Orasema promecea Heraty, 1994
- Orasema rapo (Walker, 1839)
- Orasema robertsoni Gahan, 1940
- Orasema rugulosa Heraty, 1994
- Orasema salebrosa Heraty, 1993
- Orasema seyrigi Risbec, 1952
- Orasema simplex Heraty, 1993
- Orasema simulatrix Gahan, 1940
- Orasema sixaolae Wheeler & Wheeler, 1937
- Orasema smithi Howard, 1897
- Orasema stramineipes Cameron, 1884
- Orasema striatosoma Heraty, 1994
- Orasema susanae Gemignani, 1947
- Orasema synempora Heraty, 1994
- Orasema texana Gahan, 1940
- Orasema tolteca Mann, 1914
- Orasema uichancoi (Ishii, 1932)
- Orasema valgius (Walker, 1839)
- Orasema vianai Gemignani, 1937
- Orasema violacea Ashmead, 1888
- Orasema viridis Ashmead, 1895
- Orasema wheeleri Wheeler, 1907
- Orasema worcesteri (Girault, 1913)
- Orasema xanthopus (Cameron, 1909)